# Pachylophus flavipes
Pachylophus flavipes är en tvåvingeart som först beskrevs av Lamb 1917.  Pachylophus flavipes ingår i släktet Pachylophus och familjen fritflugor. Inga underarter finns listade i Catalogue of Life.